# Diana (Schiff, 1901)
Der Geschützte Kreuzer Diana war ein Schiff der russischen Marine. Er gehörte der Mitte der 1890er Jahre entworfenen Pallada-Klasse an. Die Schwesterschiffe waren die Pallada und die durch die Revolution von 1917 berühmt gewordene Aurora.

## Baugeschichte

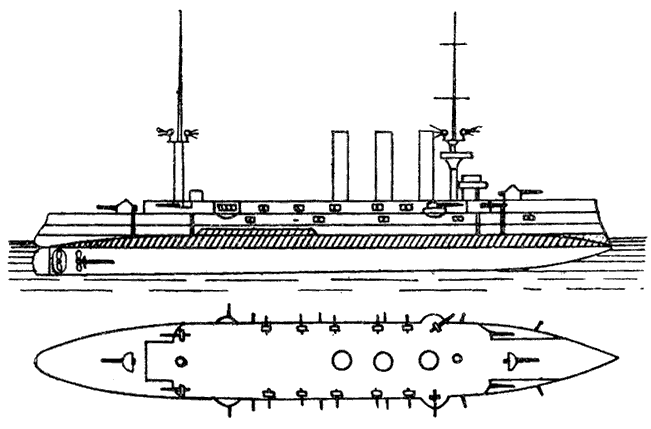
Riss der Pallada-Klasse

Die Diana war das zweite von drei Schiffen der Pallada-Klasse, die auf der Galerny-Werft und der Neuen Admiralitätswerft in Sankt Petersburg zur Verstärkung der russischen Ostasienflotte gebaut wurden. Obwohl ihre Panzerung recht leicht war, stellten sie dennoch eine erhebliche Verbesserung gegenüber ihren Vorgängerklassen dar. Das Typschiff Pallada und die Diana wurden beide im Dezember 1895 auf Kiel gelegt, die Aurora erst im Juni 1897. Die Diana lief im Oktober 1899 zwei Monate nach der Pallada vom Stapel. Ende 1901 wurden beide Kreuzer fertig. Die Konstruktionsgeschwindigkeit von 20 Knoten erreichten sie nicht.
In Konkurrenz zu den in Russland gebauten Schiffen wurden auch drei große Geschützte Kreuzer (klassifiziert als Kreuzer I. Klasse) im Ausland bestellt, die sich wesentlich besser bewähren sollten. Dabei handelte es sich um die Warjag von William Cramp and Sons in Philadelphia, die Askold von der Krupp Germaniawerft in Kiel und die Bogatyr von der Stettiner Maschinenbau-AG Vulcan. Der Vulcan-Entwurf, der die beste Panzerung und Verteilung der 15,2-cm-Geschütze aufwies, wurde auf russischen Werften nachgebaut. Damit wurde die Bogatyr Typschiff einer Klasse von insgesamt vier Schiffen, von denen zwei zur Schwarzmeerflotte gehörten.

## Einsatzgeschichte

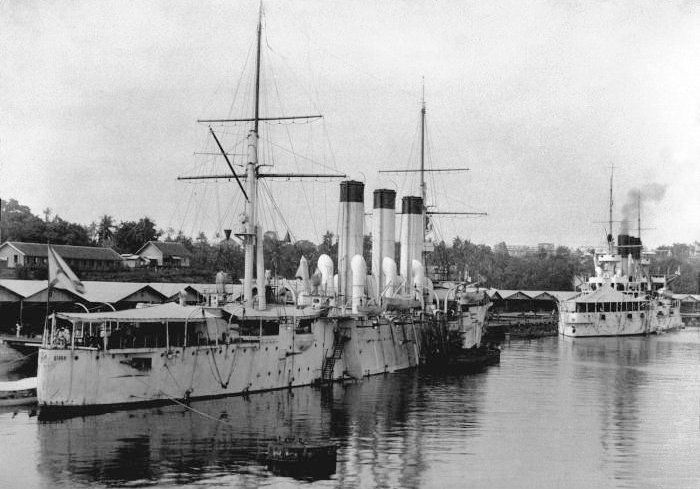
Die Diana im Hafen von Sabang, 1903

Bald nach ihrer Indienststellung gegen Ende 1901 wurden Pallada und Diana dem Pazifikgeschwader in Port Arthur zugeteilt. Die beiden Schwesterschiffe sollten zusammen mit dem Linienschiff Retwisan unter Konteradmiral Stackelberg nach Ostasien verlegen. Am 17. Oktober 1902 begann der Ausmarsch in Kronstadt. Schon auf der Etappe hatten beide Kreuzer bei sehr schwerem Wetter erhebliche Schwierigkeiten. Die Pallada musste schon Libau für eine erste Reparatur anlaufen. Auch verbrauchten beide Kreuzer erheblich mehr Kohle als eingeplant. Über Kiel, Nyborg, Portland, Vigo, Algier, Piräus, Port Said, Sues, Aden, Colombo, Sabang, Singapur erreichten die drei Schiffe am 8. April 1903 Nagasaki, wo sie mit der vor ihnen eingetroffenen Askold zusammentrafen. Stackelbergs Verstärkungsgeschwader, das nur selten zusammentraf, bestand insgesamt aus zwei Linienschiffen (auch noch Pobeda), fünf Kreuzern (zusätzlich Nowik, Bogatyr, Bojarin) und sieben Zerstörern (fünf der Forel-Klasse aus französischer Produktion sowie zwei, Boiki und Burny, aus russischer Fertigung). Die Diana wurde auf Befehl des Oberkommandieren Alexejew dem russischen Gesandten in Korea, Pawlow, zur Verfügung gestellt, der zu Verhandlungen in Japan weilte. Sie wartete auf den Gesandten in Nagasaki und erreichte daher erst zwei Tage nach ihren Reisebegleitern erstmals Port Arthur am 24. April, um dann den Gesandten zum 1. Mai zum koreanischen Hafen Chemulpo zu bringen.

### Russisch-Japanischer Krieg
Beim Angriff der japanischen Flotte auf Port Arthur am 9. Februar 1904 wurde die Diana beschädigt. Obwohl einer der Bereitschaftskreuzer, lief sie nicht aus. Bei der am Morgen folgenden Beschießung durch die japanische Flotte erhielt sie einen Treffer nahe der Wasserlinie, der in wenigen Tagen repariert werden konnte. Bei beiden Gelegenheiten feuerte sie insgesamt nur acht 15,2-cm- und 100 7,5-cm-Geschosse ab.
Sie war am 13. April 1904 am Vorstoß des Geschwaderchefs Makarow mit den Linienschiffen Petropawlowsk, Poltawa, Pobeda und Pereswet sowie den Kreuzern Bajan, Askold und Nowik ins Gelbe Meer beteiligt. Vor der wartenden japanischen Flotte drehte Makarow ab, um die Angreifer vor die Küstenbatterien von Port Arthur zu führen. Diese Gebiete waren aber von den Japanern kürzlich vermint worden. Um 09:43 Uhr lief die Petropawlowsk auf drei Minen, explodierte und sank innerhalb von zwei Minuten direkt vor der Diana. Neben dem Admiral starben 635 Offiziere und Mannschaften. Um 10:15 Uhr wurde dann noch die Pobeda durch eine Mine beschädigt.
Als am 22. April der Landangriff auf Port Arthur begann, gab die Diana zwei 15,2-cm-Kanonen, vier 7,5-cm-Geschütze vom oberen Deck, alle acht 3,7-cm-Kanonen und die beiden 6,35-cm-Landungsgeschütze vom Typ Baranowski an Land ab. Am 23. Juni war die Diana am ersten Ausbruchsversuch des Pazifikgeschwaders unter dem neuen Chef Withöft auf der Zessarewitsch mit allen sechs Linienschiffen (Retwisan, Poltawa, Sewastopol, Pobeda, Pereswet), allen fünf Kreuzern (Bajan, Pallada, Askold, Nowik) und zehn Zerstörern beteiligt. Der Geschwaderchef brach ein gegen 15 Uhr mögliches Gefecht ab und kehrte nach Port Arthur zurück, wobei die Sewastopol auf dem Rückmarsch einen Minentreffer erlitt.
Am 10. August 1904 versuchte das Pazifikgeschwader, auf Befehl des Kaisers, erneut aus Port Arthur zu entkommen und den Ring der Belagerer zu durchbrechen. Es kam zur Seeschlacht im Gelben Meer, an der die Kreuzergruppe am Ende der Schlachtreihe kaum beteiligt war. Der Befehlshaber der Kreuzer auf der Askold versuchte im Schutz der Linienschiffe durchzubrechen, aber nur die Nowik konnte folgen. Die Diana erlitt bei diesem Versuch mehrere Treffer und hatte Tote und Verletzte, musste aber beim Geschwader verbleiben, das sich wieder nach Port Arthur zurückziehen wollte. Der Kommandant der Diana, Fürst Alexander von Lieven, hielt am Plan des Kreuzeradmirals Reitzenstein fest und versuchte in der Nacht, begleitet vom Zerstörer Grosowoi, weiterhin Richtung Wladiwostok durchzubrechen. Er hatte allerdings schon vor dem 10. August Bedenken gegen Wladiwostok als künftigen Standort wegen seiner unzureichenden Kohlenversorgung gehabt und entschied sich in der Nacht zum Versuch eines Rückmarsches in die Heimat. Er entließ den Zerstörer nach Shanghai, versorgte sich erstmals in Haiphong und ging dann nach Saigon, wo er am 23. August eintraf und interniert wurde.
Nach dem Kriegsende verlegte die Diana 1906 in die Ostsee; sie wurde überholt und zu einem Artillerieschulschiff umgebaut. Ihre Hauptbewaffnung wurde von sechs auf zehn 15,2-cm-Geschütze erhöht. Zwischen 1912 und 1914 erfolgte eine erneute Überholung einschließlich eines Austausches der Kesselanlage. Ob die Bewaffnung auch verändert wurde, ist unsicher.

### Einsatz im Ersten Weltkrieg
1914 war die Diana unter Wladimir Wladimirowitsch Scheltinga Teil der Zweiten Kreuzerbrigade in der Ostsee. 1916 und 1917 nahm sie an der Verteidigung des Golfes von Riga teil. Im November 1917 wurde sie Lazarettschiff in der Baltischen Flotte und verlegte vom 4. bis 9. Januar 1918 von Helsinki nach Kronstadt. Dort wurden die im Krieg oder bereits 1912 erhalten 13,0-cm-Geschütze entfernt, mit denen Schiffe auf dem Kaspischen Meer in Astrachan ausgerüstet werden sollten.

## Endschicksal
Im Juli 1922 wurde die Diana verkauft, im Herbst 1922 nach Deutschland geschleppt und in Bremen abgebrochen.